# Carrie Coon
Carrie Coon   (Copley Township, 24 de gener de 1981) és una actriu estatunidenca. Coneguda per les seves interpretacions de personatges complexos a l'escenari i la pantalla, ha rebut un premi Critics' Choice Television, així com nominacions a dos premis Primetime Emmy i un premi Tony.
A la televisió, el seu paper més destacat fou el de Nora Durst a la sèrie dramàtica de HBO The Leftovers (2014-2017). Més endavant, va rebre la seva primera nominació als Emmy a la millor actriu protagonista en una sèrie limitada o pel·lícula pel seu rol com a Gloria Burgle a la tercera temporada de la sèrie antològica de FX Fargo (2017), i la seva segona a la millor actriu protagonista en una sèrie dramàtica per interpretar Bertha Russell a la sèrie dramàtica d'època de HBO The Gilded Age (2022-present). També interpretà el paper de Laurie a la tercera temporada de The White Lotus (2025).
Va debutar al cinema a Gone Girl (2014), i va tenir altres papers en pel·lícules com The Post (2017), Widows (2018), The Nest (2020), Boston Strangler (2023) i His Three Daughters (2024). També ha interpretat personatges en pel·lícules d'èxit com ara Proxima Midnight a Avengers: Infinity War (2018) i Callie Spengler a Ghostbusters: Afterlife (2021) i la seva seqüela Ghostbusters: Frozen Empire (2024). Als escenaris, Coon va començar a Broadway com l'esposa Honey en la reposició de Who's Afraid of Virginia Woolf? (2012), pel qual fou nominada al Premi Tony a la millor actriu principal d'una obra de teatre.

## Primers anys de vida i educació
Carrie Alexandra Coon nasqué a Copley, Ohio, el 24 de gener de 1981, filla de Paula ( de soltera Ploenes) i John Coon. Té una germana gran, un germà gran i dos germans petits. Es graduà a la Copley High School el 1999 i després va fer els estudis a la Universitat de Mount Union, on es llicenciar-se el 2003 en anglès i espanyol. El 2006, va obtindre el seu màster en belles arts en interpretació a la Universitat de Wisconsin-Madison.

## Carrera professional

### Inici
Coon va iniciar la seva carrera al teatre regional. Després de graduar-se a la Universitat de Wisconsin-Madison, Coon va ser contractada immediatament pel Madison Repertory Theatre i va debutar professionalment als escenaris en una producció de Our Town. Després del seu debut, Coon s'incorporà a l'American Players Theatre i hi va treballar durant quatre temporades. Coon es va moure a Chicago el 2008 i debutà a Chicago amb una producció de Brontë a la Remy Bumppo Theatre Company. Coon va treballar diàriament entre Chicago i Wisconsin durant diversos anys, alternant entre produccions de Chicago, produccions a Milwaukee i temporades amb l'American Players Theatre. Durant aquests anys, Coon es va mantenir realitzant treballs de captura de moviment per a una empresa de videojocs amb seu a Wisconsin.
El gran èxit de Coon va arribar el 2010 quan fou escollida com a Honey a la producció de Who's Afraid of Virginia Woolf? de la Steppenwolf Theatre Company. El paper va donar lloc immediatament a més parts en produccions de Chicago, i va seguir la producció a actuacions a Washington, DC i Nova York, debutant a Broadway. Per la seva actuació, va guanyar un premi Theatre World i va rebre una nominació al premi Tony a la millor actriu destacada en una obra de teatre. Steven Oxman, de Variety, va descriure que "Carrie Coon fa una Honey especialment sensible i comprensiva". Mark Kennedy, de The Associated Press, va qualificar citant Coon com una actuació de "gran fragilitat".
Coon va debutà a la pantalla en un episodi de la sèrie de la NBC The Playboy Club el 2011. Més tard va aparegué com a estrella convidada a Law & Order: Special Victims Unit, Ironside i Intelligence.

### Avenç
Després de la seva nominació al Premi Tony el 2014, Coon fou escollida com un dels personatges principals de la sèrie dramàtica d'HBO The Leftovers, juntament amb Justin Theroux, Amy Brenneman i Ann Dowd. Aquell mateix any, va debutar al cinema amb Gone Girl, basada en la novel·la homònima del 2012 i dirigida per David Fincher.
A inicis del 2015, Coon va protagonitzar el paper de Placebo a Playwrights Horizons. També va participar en lectures per a l'obra de teatre Mary Page Marlowe del seu marit Tracy Letts de la temporada 2015-2016 i estava en converses per actuar a la producció a Chicago si el seu calendari de rodatge amb The Leftovers ho permetia; el desembre de 2015 es va anunciar que Coon seria una de les sis actrius que interpretarien el personatge principal de Mary Page Marlowe per a la Steppenwolf Theatre Company a Chicago de març a maig de 2016. A l'octubre i novembre de 2015, Coon va filmar la pel·lícula Strange Weather juntament amb l'actriu Holly Hunter. El desembre de 2015, va filmar la pel·lícula de terror romàntica The Keeping Hours.
Coon va protagonitzar el paper principal de Gloria Burgle a la tercera temporada de la sèrie antològica Fargo de la FX. Va rebre una nominació a la Millor Actriu protagonista en una Sèrie Limitada o Pel·lícula pel seu paper i  guanyà el Premi TCA a la Millor Assoliment Individual en Drama tant per Fargo com per The Leftovers. El 2017 va filmar Great Choice, un curtmetratge de terror. El mateix any va interpretar la periodista Meg Greenfield, de la vida real, a la pel·lícula dramàtica històrica The Post, dirigida per Steven Spielberg. El 2018, Coon va coprotagonitzar el thriller de robatoris Widows, protagonitzat per Steve McQueen. Coon va proporcionar la veu i la captura de moviment per a Proxima Midnight, membre de l'Ordre Negra i filla de Thanos, a la pel·lícula de superherois Avengers: Infinity War (2018).
El 30 d'abril de 2020, Coon es va unir al repartiment de la sèrie dramàtica d'HBO The Gilded Age com a Bertha Russell. Va rebre una nominació al Canadian Screen Award a la millor actriu als 9è Canadian Screen Awards del 2021 pel seu treball a la pel·lícula The Nest . El gener de 2024, Coon es va unir al repartiment de la tercera temporada de la sèrie antològica d'HBO The White Lotus, que es va estrenar el febrer de 2025. Va protagonitzar el drama familiar d'Azazel Jacobs His Three Daughters (2023) al costat d'Elizabeth Olsen i Natasha Lyonne. La pel·lícula es va estrenar al Festival Internacional de Cinema de Toronto. La pel·lícula segueix tres filles allunyades mentre cuiden del seu pare moribund. Jon Frosch, de The Hollywood Reporter, va escriure: «Coon és un mestre a l'hora de transmetre l'espai entre aquest jo interior i exterior». La pel·lícula va ser escollida per a la seva distribució per Netflix i estrenada el setembre de 2024.

## Vida personal
Coon es va casar amb l'actor i dramaturg Tracy Letts el 2013. Tenen un fill nascut el 2018 i una filla nascuda el 2021.

## Crèdits d'actuació

### Pel·lícules
| Any  | Títol                                 | Rol              | Notes                   |
| ---- | ------------------------------------- | ---------------- | ----------------------- |
| 2014 | Gone Girl                             | Margo "Go" Dunne |                         |
| 2016 | Strange Weather                       | Byrd             |                         |
| 2017 | The Keeping Hours                     | Elizabeth        |                         |
| 2017 | Izzy Gets the F*ck Across Town        | Virginia         |                         |
| 2017 | The Post                              | Meg Greenfield   |                         |
| 2018 | The Legacy of a Whitetail Deer Hunter | Linda Ferguson   |                         |
| 2018 | Avengers: Infinity War                | Proxima Midnight |                         |
| 2018 | Kin                                   | Morgan Hunter    |                         |
| 2018 | Widows                                | Amanda Nunn      |                         |
| 2020 | The Nest                              | Allison O'Hara   |                         |
| 2021 | Ghostbusters: Afterlife               | Callie Spengler  |                         |
| 2023 | Boston Strangler                      | Jean Cole        |                         |
| 2023 | His Three Daughters                   | Katie            |                         |
| 2023 | Another Happy Day                     | Irene            | Also executive producer |
| 2024 | Ghostbusters: Frozen Empire           | Callie Spengler  |                         |
| 2024 | Lake George                           | Phyllis          | [ 40 ]                  |

### Televisió
| Any          | Títol                                      | Rol                    | Notes                                                               |
| ------------ | ------------------------------------------ | ---------------------- | ------------------------------------------------------------------- |
| 2011         | The Playboy Club                           | Doris Hall             | Episodi: "Un acte de simple duplicitat"                             |
| 2013         | Llei i ordre: Unitat de víctimes especials | Talia Blaine           | Episodi: " Noia deshonrada "                                        |
| 2013         | Ironside                                   | Raquel Ryan            | Episodi: "Pilot"                                                    |
| 2014         | Intelligence                               | Luanne Vick            | Episodi: "Pacient Zero"                                             |
| 2014–2017    | The Leftovers                              | Nora Durst             | Paper principal                                                     |
| 2017         | Fargo                                      | Glòria Burgle          | Paper principal ( temporada 3 )                                     |
| 2018         | The Sinner                                 | Vera Walker            | Paper principal (temporada 2)                                       |
| 2021         | What If...?                                | Pròxima Mitjanit (veu) | Episodi: " Què passaria si... T'Challa es convertís en Star-Lord? " |
| 2022–present | The Gilded Age                             | Berta Russell          | Paper principal                                                     |
| 2023         | Teenage Euthanasia                         | Mare de Michelle (veu) | Episodi: "Viva La Flappanista"                                      |
| 2025         | The White Lotus                            | Laurie                 | Paper principal ( temporada 3 )                                     |

### Teatre
| Any  | Premi                           | Categoria                      | Treball                                                  | Resultat | Ref. |
| ---- | ------------------------------- | ------------------------------ | -------------------------------------------------------- | -------- | ---- |
| 2006 | Our Town                        | Emily                          | Overture Center for the Arts (Madison Repertory Theatre) | [ 41 ]   |      |
| 2006 | Romeo and Juliet                | Ensemble                       | American Players Theatre (Spring Green, Wisconsin)       | [ 42 ]   |      |
| 2006 | The Matchmaker                  | Ermengarde                     | American Players Theatre (Spring Green, Wisconsin)       | [ 43 ]   |      |
| 2006 | Measure for Measure             | Juliet                         | American Players Theatre (Spring Green, Wisconsin)       | [ 44 ]   |      |
| 2007 | Anna Christie                   | Anna                           | Overture Center for the Arts                             | [ 45 ]   |      |
| 2007 | Misalliance                     | Hypatia                        | American Players Theatre                                 | [ 45 ]   |      |
| 2007 | The Merchant of Venice          | Ensemble                       | American Players Theatre                                 | [ 46 ]   |      |
| 2007 | The Night of the Iguana         | Charlotte                      | American Players Theatre                                 | [ 47 ]   |      |
| 2008 | The Diary of Anne Frank         | Miep Gies                      | Overture Center for the Arts                             | [ 48 ]   |      |
| 2008 | Brontë                          | Emily                          | Remy Bumppo Theatre Company (Chicago debut)              | [ 49 ]   |      |
| 2008 | A Midsummer Night's Dream       | Helena                         | American Players Theatre                                 | [ 50 ]   |      |
| 2008 | Henry IV                        | Lady Percy                     | American Players Theatre                                 | [ 51 ]   |      |
| 2008 | The Belle's Stratagem           | Miss Ogle                      | American Players Theatre                                 | [ 52 ]   |      |
| 2009 | Magnolia                        | Ariel                          | Goodman Theatre (Chicago)                                | [ 53 ]   |      |
| 2009 | Henry V                         | Kate                           | American Players Theatre                                 | [ 41 ]   |      |
| 2010 | Blackbird                       | Una                            | Renaissance Theatreworks (Milwaukee)                     | [ 54 ]   |      |
| 2010 | Reasons to Be Pretty            | Stephanie                      | Renaissance Theatreworks (Milwaukee)                     | [ 55 ]   |      |
| 2010 | Who's Afraid of Virginia Woolf? | Honey                          | Steppenwolf Theatre Company (Chicago)                    | [ 56 ]   |      |
| 2011 | Who's Afraid of Virginia Woolf? | Honey                          | Arena Stage (Washington, D.C.)                           | [ 56 ]   |      |
| 2011 | The Real Thing                  | Annie                          | Writers Theatre (Glencoe)                                | [ 57 ]   |      |
| 2012 | The Girl in the Yellow Dress    | Celia                          | Next Theatre (Evanston)                                  | [ 58 ]   |      |
| 2012 | Pretty Penny                    | Crystal                        | Writers Theatre                                          | [ 59 ]   |      |
| 2012 | The March                       | Emily Thompson                 | Steppenwolf Theatre Company                              | [ 60 ]   |      |
| 2012 | Three Sisters                   | Masha                          | Steppenwolf Theatre Company                              | [ 61 ]   |      |
| 2012 | Who's Afraid of Virginia Woolf? | Honey                          | Booth Theatre (Broadway debut)                           | [ 62 ]   |      |
| 2015 | Placebo                         | Louise                         | Playwrights Horizons (Off-Broadway)                      | [ 63 ]   |      |
| 2016 | Mary Page Marlowe               | Mary Page Marlowe (ages 27–36) | Steppenwolf Theatre Company (Chicago)                    | [ 24 ]   |      |
| 2017 | Mary Jane                       | Mary Jane                      | New York Theatre Workshop (Off-Broadway)                 |          |      |
| 2020 | Bug                             | Agnes White                    | Steppenwolf Theatre Company (Chicago)                    | [ 64 ]   |      |

## Premis i nominacions
| Any  | Premi                                 | Categoria                                                                         | Treball                         | Resultat  | Ref.   |
| ---- | ------------------------------------- | --------------------------------------------------------------------------------- | ------------------------------- | --------- | ------ |
| 2013 | Theatre World Award                   | N/A                                                                               | Who's Afraid of Virginia Woolf? | Guanyador |        |
| 2013 | Tony Award                            | Millor actriu en una obra                                                         | Who's Afraid of Virginia Woolf? | Nominat   |        |
| 2014 | St. Louis Film Critics Association    | Millor actriu secundària                                                          | Gone Girl                       | Nominat   |        |
| 2014 | San Diego Film Critics Society        | Millor actriu secundària                                                          | Gone Girl                       | Nominat   |        |
| 2014 | Phoenix Film Critics Society Awards   | Millor actriu secundària                                                          | Gone Girl                       | Nominat   |        |
| 2014 | Awards Circuit Community Awards       | Millor actriu secundària                                                          | Gone Girl                       | Nominat   |        |
| 2014 | Golden Schmoes Awards                 | Millor actriu secundària                                                          | Gone Girl                       | Nominat   |        |
| 2014 | IGN Summer Movie Awards               | Millor actriu secundària                                                          | Gone Girl                       | Nominat   |        |
| 2014 | IndieWire Critics Poll                | Millor actriu secundària                                                          | Gone Girl                       | 6th place |        |
| 2014 | Village Voice Film Poll               | Millor actriu secundària                                                          | Gone Girl                       | 6th place |        |
| 2015 | Empire Awards                         | Millor actriu revelació                                                           | Gone Girl                       | Nominat   |        |
| 2015 | Central Ohio Film Critics Association | Millor repartiment (compartit amb el repartiment)                                 | Gone Girl                       | Nominat   |        |
| 2015 | Georgia Film Critics Association      | Millor repartiment (compartit amb el repartiment)                                 | Gone Girl                       | Nominat   |        |
| 2015 | Gold Derby Awards                     | Millor repartiment (compartit amb el repartiment)                                 | Gone Girl                       | Nominat   |        |
| 2015 | Gold Derby Awards                     | Millor actuació                                                                   | —                               | Nominat   |        |
| 2015 | Critics' Choice Television Awards     | Millor actriu secundària sèrie de drama                                           | The Leftovers                   | Nominat   |        |
| 2016 | Critics' Choice Television Awards     | Millor actriu de drama en sèrie                                                   | The Leftovers                   | Guanyador | [ 65 ] |
| 2017 | Primetime Emmy Award                  | Millor actriu en sèrie limitada o pel·lícula                                      | Fargo                           | Nominat   | [ 66 ] |
| 2017 | TCA Awards                            | Millor actuació en drama                                                          | The Leftovers and Fargo         | Guanyador | [ 67 ] |
| 2018 | Chlotrudis Awards                     | Millor actriu secundària                                                          | Strange Weather                 | Nominat   | [ 68 ] |
| 2018 | Critics' Choice Television Awards     | Millor actriu secundària minisèrie                                                | Fargo                           | Nominat   |        |
| 2018 | Drama Desk Award                      | Millor actuació en una obra                                                       | Mary Jane                       | Nominat   |        |
| 2018 | Lucille Lortel Awards                 | Millor actuació protagonista en una obra                                          | Mary Jane                       | Guanyador | [ 69 ] |
| 2018 | MTV Movie &amp; TV Awards             | Millor lluita (compartit amb Scarlett Johansson, Danai Gurira, i Elizabeth Olsen) | Avengers: Infinity War          | Nominat   |        |
| 2018 | Obie Award                            | Millor actuació d'actriu                                                          | Mary Jane                       | Guanyador | [ 70 ] |
| 2018 | Satellite Awards                      | Millor actriu de drama en sèrie                                                   | The Leftovers                   | Nominat   |        |
| 2019 | Critics' Choice Television Awards     | Millor actriu en una minisèrie                                                    | The Sinner                      | Nominat   |        |
| 2020 | Chicago Film Critics Association      | Millor actriu                                                                     | The Nest                        | Nominat   |        |
| 2020 | Florida Film Critics Circle           | Millor actriu                                                                     | The Nest                        | Nominat   |        |
| 2020 | Gotham Awards                         | Millor actriu                                                                     | The Nest                        | Nominat   |        |
| 2020 | Indiana Film Journalists Association  | Millor actriu                                                                     | The Nest                        | Nominat   |        |
| 2020 | Jeff Award                            | Millor actuació en una obra                                                       | Bug                             | Guanyador | [ 71 ] |
| 2021 | Canadian Screen Awards                | Millor actriu                                                                     | The Nest                        | Nominat   |        |
| 2022 | Saturn Awards                         | Millor actriu secundària                                                          | Ghostbusters: Afterlife         | Nominat   |        |
| 2023 | Screen Actors Guild Awards            | Millor repartiment en sèrie de drama (compartit amb el repartiment)               | The Gilded Age                  | Nominat   |        |
| 2024 | Primetime Emmy Award                  | Primetime Emmy a la millor actriu en sèrie dramàtica                              | The Gilded Age                  | Nominat   |        |